# Hiram Brülhart
Pour les articles homonymes, voir Brülhart.
Ernest Hiram Brülhart, né le 14 octobre 1878 à Fribourg et mort le 22 mars 1947 dans la même ville, est un artiste peintre et dessinateur suisse.

## Biographie
Né à Fribourg le 14 octobre 1878, Ernest Hiram Brülhart, après des études d'ingénieur, suit les cours de Ferdinand Hodler au Musée industriel à Fribourg, encouragé par le peintre Joseph Reichlen. Entre 1901 et 1904, l’octroi de plusieurs bourses fédérales et de subventions cantonales, de même qu’un subside de 800 francs de la Chambre des Scholarques de Fribourg, lui permettent de fréquenter l’École des Beaux-Arts de Paris, rue Bonaparte, ainsi que l’Académie Julian, où il suit le cours de Jules Lefebvre et de Tony Robert-Fleury, et celle de la Grande-Chaumière, chez Lucien Simon. Durant son séjour parisien, il a également pour professeurs Jean-Léon Gérôme et Jean-Paul Laurens. Au cours des quatre années qu’il y passe, il se familiarise avec les différents courants artistiques en vogue dans la capitale et se passionne pour Cézanne, Manet et Sisley, mais cherche aussi à se perfectionner dans les arts décoratifs. C’est alors qu’il peint sa petite mendiante au violon, l’une de ses œuvres les plus emblématiques.
Sa vie durant, Brülhart aura reçoit le support d’amateurs d’art éclairés, et fortunés pour certains. Outre l’abbé Albert Charpine et le pharmacien Arnold de Bourgknecht, il bénéficie du soutien et de la protection de son meilleur ami, l’ambassadeur René de Weck, et de son épouse Blanche, qui tous deux ont largement conscience de l’inaptitude de l’artiste à gérer ses propres intérêts. Régulièrement, ils se portent garants et paient ses frais, et se retrouveront propriétaires de plus d’une vingtaine de ses œuvres qu’ils légueront au Musée d'Art et d'Histoire de Fribourg. Les deux hommes font connaissance en 1905, alors que de Weck est encore collégien ; visitant une exposition conjointe d’Eugène de Weck, Oswald Pilloud et Brülhart, il découvre pour la première fois les peintures de ce dernier, son aîné de neuf ans, et connaît une réelle révélation. C’est le peintre qui, le premier, engage la conversation et ce sera alors le début d’une longue et durable amitié . En 1913, le peintre illustre d’une frise à l’antique la couverture du recueil de poèmes "Les Stèles votives" de son ami écrivain. De Weck invite souvent Brülhart à l’accompagner au gré de ses périples, et lorsqu’il ne voyage pas, l’artiste sert d’informateur politique à son ami en poste à l’étranger. Entre 1936 et 1939, alors que René de Weck est ministre de Suisse à Bucarest, Brülhart le tient au courant de l’évolution politique en Suisse face à la montée du nazisme et entretient une correspondance triangulaire avec l’ambassadeur et le journaliste Léon Savary, alors chroniqueur parlementaire à Berne.
Grand voyageur, il séjourne aussi à Saint-Tropez, visite la Bretagne et la Corse, puis finalement Venise, avant de finalement rentrer à Fribourg. Il y enseigne ensuite au Collège Saint-Michel et à l'École des arts et métiers, où il a notamment Gaston Thévoz comme élève.

## Sélection d’œuvres
- Portrait du Ministre René de Weck, vers 1934, Musée d'Art et d'Histoire de Fribourg.
- Romont de l'ouest, 1930-1949, Musée d'Art et d'Histoire de Fribourg.
- Vue de Fribourg, vers 1940, Museum zu Allerheiligen Schaffhausen.